# Bernardo Spinetti

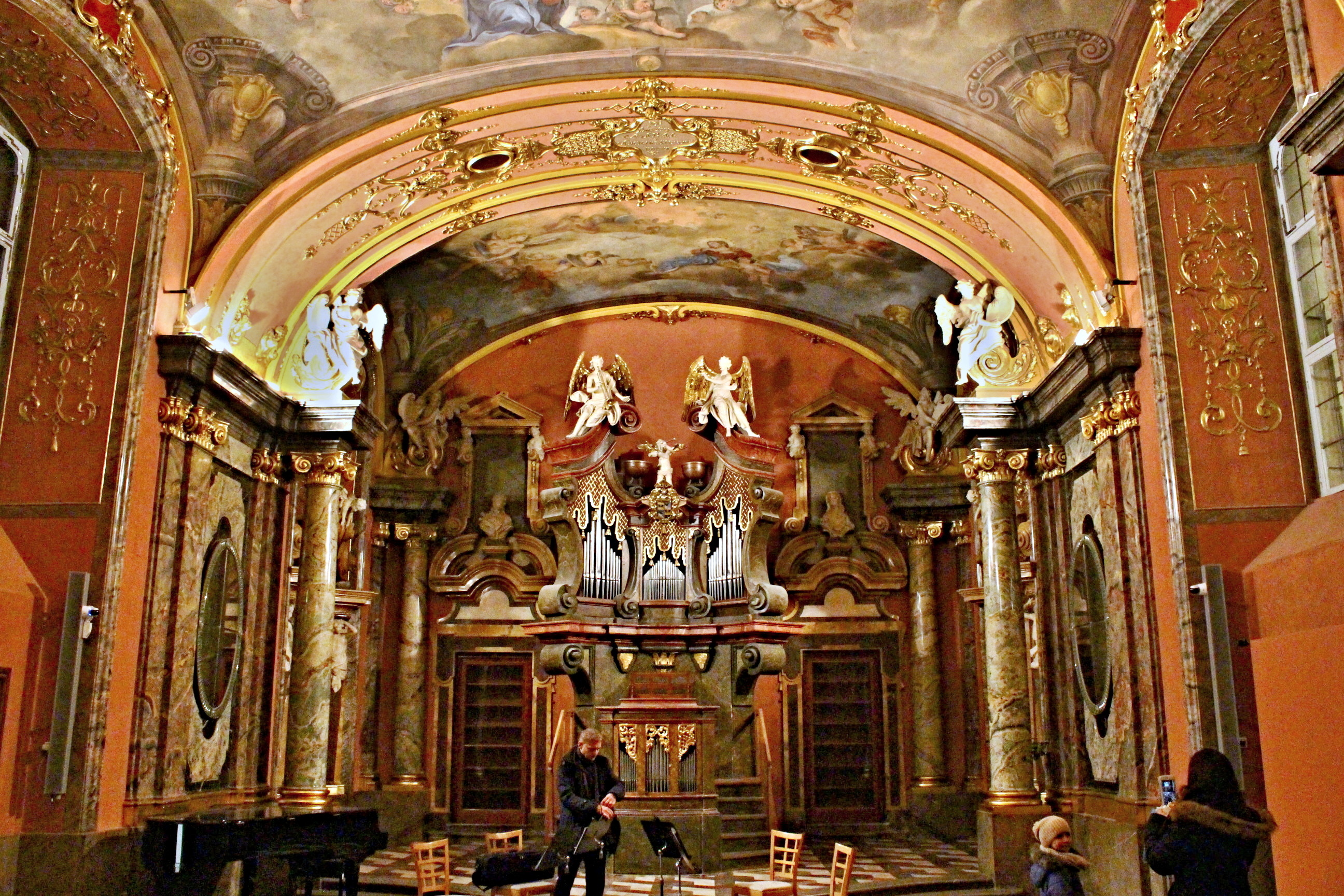
Zrcadlová kaple Klementina

Bernardo Spinetti, též Bernard Spinetta (1699? – 9. června 1748 Praha), byl severoitalský sochař a štukatér vrcholného až pozdního baroka, naturalizovaný v Čechách.

## Život
Bernardo Spinetti pocházel ze třetí generace rozvětveného rodu lombardských výtvarných umělců, převážně štukatérů, kameníků a stavitelů, kteří se v 1. polovině 17. století usadili v Čechách, zejména v Litoměřicích a v Praze. Vyučil se pravděpodobně v rodině.
V počátcích své profesní kariéry, ve věku 29 let nechvalně proslul pokusem o vraždu. V kostele sv. Jiří na Pražském hradě pobodal svou vyvolenou dívku Kateřinu za to, že ho nechtěla za manžela. Byl odsouzen k trestu smrti mečem a k utětí pravé ruky, ale při zinscenované popravě se dokázal osvobodit z pout, a jeho zákazníci mu již na popraviště doručili glejt omilostnění. Na tři roky mu byl vyměřen trest veřejně prospěšných prací, zametal pražské ulice a před kostelem vyžebrával almužny pro chudé.
Svého života si pak velmi vážil a pilně pracoval, především na štukové výzdobě chrámových a klášterních interiérů, kde do ornamentální dekorace vkládal štuková zrcadla, skutečná zrcadla, reliéfní figurální kompozice i trojrozměrné sošky. Na chrámových klenbách rád spolupracoval s malířem Václavem Vavřincem Reinerem, z objednavatelů si oblíbil benediktiny. Pozdní díla z let 1735-1747 tvořil v lehkém rokokovém stylu a světlé barevnosti. Dále tesal kamenné sochy monumentálních rozměrů, zejména sochy světců a světic z pískovce.
Bydlel na Malé Straně. Byl pohřben při kapli Panny Marie a sv. Karla Boromejského Vlašského špitálu na Malé Straně.

## Dílo

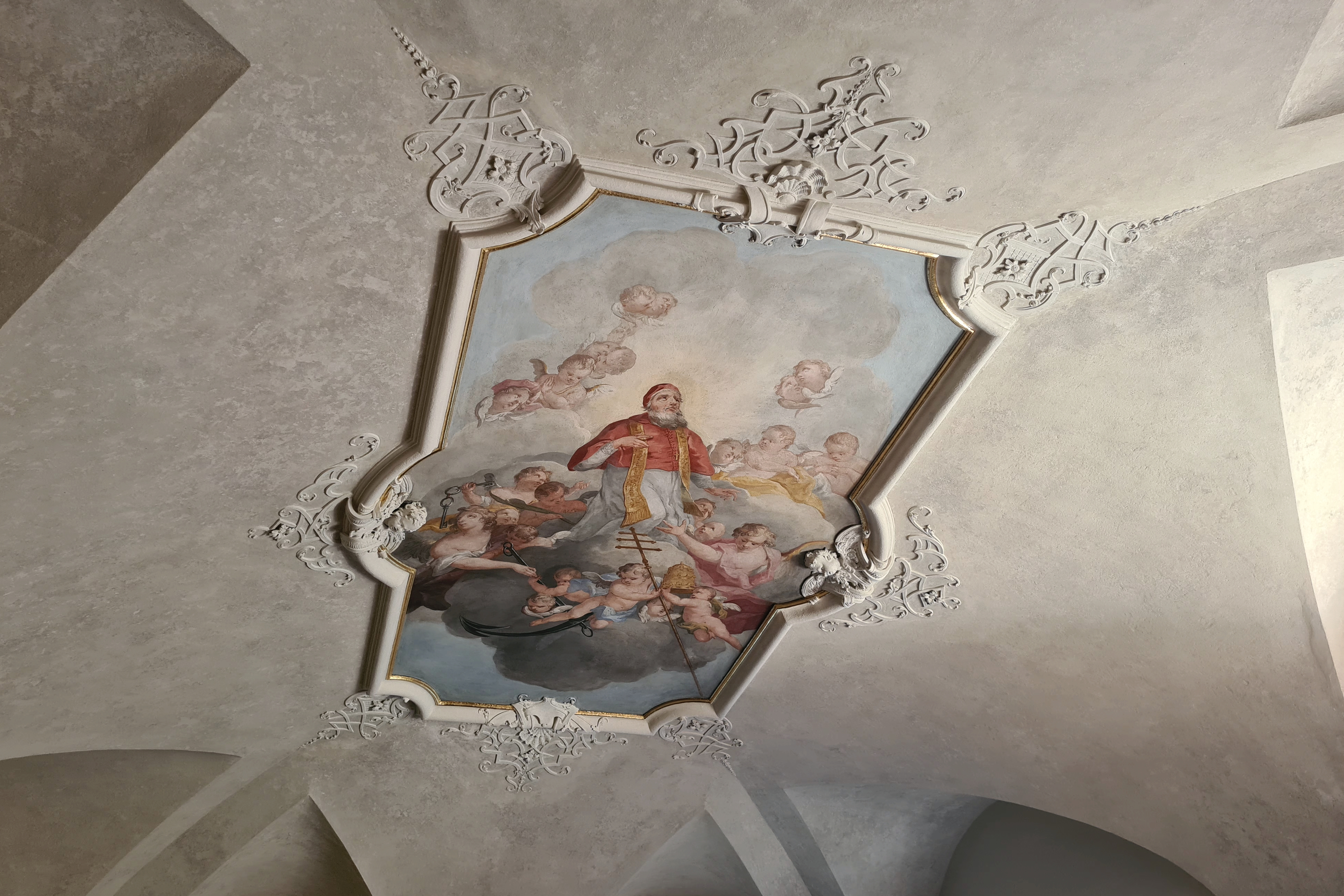
Štukatura od Bernarda Spinettiho rámující nástropní fresku Apoteózy sv. Klimenta v Klementinu (okolo r. 1730)

- Socha Panny Marie Immaculaty na morovém sloupu, (1702), Sedlčany, není jasné, zda autorem je jeho stejnojmenný otec, nebo zda datum narození bude nutno posunout hlouběji, než uvádí literatura, kolem roku 1680
- štuková a zrcadlová výzdoba Zrcadlové kaple v Klementinu, 1725, Praha
- štuková výzdoba kostela sv. Jiljí na Starém Městě pražském, (s Reinerovými malbami), 1734
- štukatury v refektáři a prelatuře kláštera benediktinů i v kostele sv. Mikuláše, na Starém městě pražském, 1735, (klášter a prelatura zbořeny do roku 1902)
- štuková výzdoba kostela sv. Kateřiny na Novém Městě pražském, 1737 – 1741
- štuková výzdoba refektáře kláštera benediktinů v Broumově
- štuková výzdoba kláštera benediktinů v Břevnově
- štuková výzdoba zámku v Hoříně (1746)
- štukatury v sálech Černínského paláce v Praze na Hradčanech. 1746 – 1747
- štuková výzdoba v zámku v Miloticích (zámek). před rokem 1719[2]